# Bernard Xavier Philippe de Marigny
Pour les articles homonymes, voir Marigny et Mandeville.
Bernard Xavier Philippe de Marigny de Mandeville, surnommé Bernard Marigny, né à La Nouvelle-Orléans le 28 octobre 1785 et mort le 3 février 1868, est un très riche créole de Louisiane, homme politique et président du Sénat de l'État de Louisiane de 1822 à 1823, aide de camp du préfet Pierre-Clément de Laussat, puis du gouverneur William C. C. Claiborne.

## Biographie
Bernard Xavier Philippe de Marigny de Mandeville était le fils de Pierre Philippe de Marigny de Mandeville (1750-1800), mousquetaire du Roi Louis XV, écuyer et chevalier de Saint-Louis. Celui-ci participa à la guerre d'indépendance américaine comme colonel et aide de camp du Général Bernardo de Gálvez. 
Il épousa à 19 ans Mary Ann Jones, la fille d'Evan Jones, riche homme d'affaires de Pennsylvanie, nommé alors consul des États-Unis à La Nouvelle-Orléans. Malheureusement elle mourra à Philadelphie, le 4 juin 1808. Son corps fut inhumé dans une sépulture construite sur la plantation de La Nouvelle-Orléans.
Il se remaria l'année suivante avec Mathilde Morales, rencontrée dans un bal de Pensacola. Elle était la fille de l'ancien intendant espagnol Don Ventura Morales, Royal Contador de la Louisiane espagnole. De leur union, naquirent 5 enfants.
De visite en France en 1798, il accueille chez lui, dans son domaine de Marigny près du faubourg de Fontainebleau aux portes de La Nouvelle-Orléans, le Duc d'Orléans, Louis-Philippe et ses deux frères, Antoine d'Orléans et Louis-Charles d'Orléans.
En 1800, à la mort de son père, Bernard de Marigny hérita de ses domaines et de ses plantations à l'âge de 15 ans. Riche trop tôt, il est envoyé à Pensacola puis à Londres par son parrain, pour devenir un homme d'affaires. Mais il revint en Louisiane passionné par les jeux de hasards, notamment aux jeux de dés, appelé le craps.
En 1803, aide de camp du préfet colonial Pierre-Clément de Laussat, lors de la rétrocession de la Louisiane de l'Espagne à la France le 30 novembre 1803, pour la transférer aux États-Unis, le 20 décembre, par les représentants James Wilkinson et William C. C. Claiborne.
Volontaire dans l'armée américaine de 1804 à 1808, au service du général James Wilkinson, alors gouverneur du Territoire de Louisiane, (futur Territoire du Missouri) entre 1805 et 1807.
Membre de la convention de 1812, qui fonda la 1re constitution du nouvel État de Louisiane. Bien que plus jeune membre de la commission, il fut très actif dans la défense des droits des créoles contre les Américains. Il s'opposa par exemple au changement de nom de l'état que les américains voulaient rebaptiser "Jefferson".
Président du comité de défense de la Louisiane, nommé par la chambre des représentants lors de l'attaque de la Louisiane par l'armée britannique en décembre 1814, il mit toutes les ressources de l'état de Louisiane au service du major général Andrew Jackson, installé dans sa propriété, pendant la Bataille de La Nouvelle-Orléans du 8 janvier 1815, qui eut lieu sur la plantation de son oncle de Lino de Chalmette.
Il se retire plus fréquemment de la Nouvelle-Orleans pour vivre dans son domaine de Fontainebleau aujourd'hui le Parc d'État de Fontainebleau (en) sur la rive nord du lac Pontchartrain.  Il y fonde la ville de Mandeville, le 14 janvier 1834, dont il fait dessiner les plans d'urbanisme.

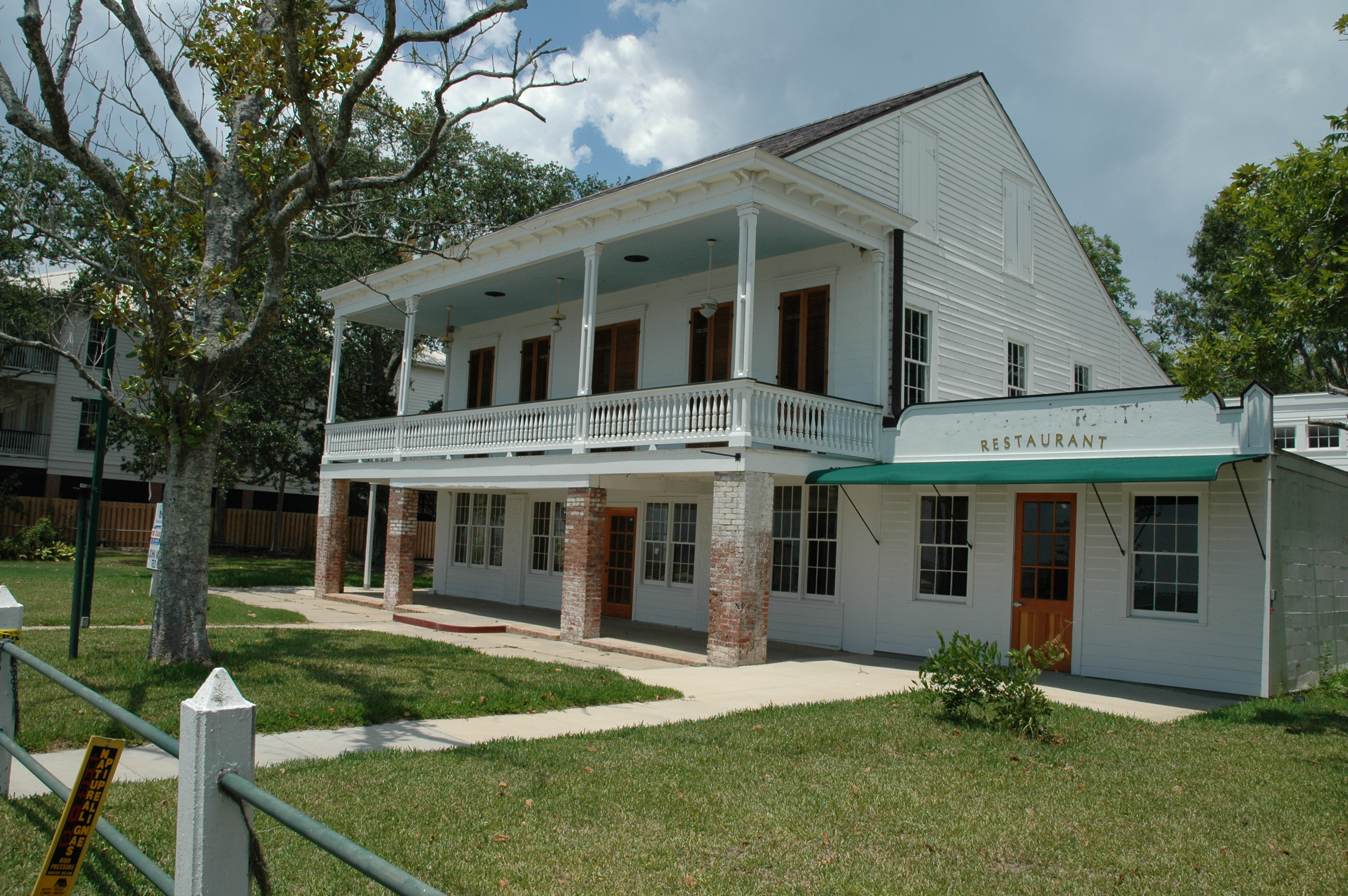
Maison de Bernard de Marigny à Mandeville

Président du Sénat de Louisiane en 1822.
En 1825, la ville de La Nouvelle-Orléans, le charge de recevoir le général Lafayette en tournée à travers le pays, puis le général Andrew Jackson en 1827.
Membre de la convention de 1845, qui donna une nouvelle constitution à la Louisiane, établissant le suffrage universel et une taxe pour l’éducation publique.

### Le faubourg Marigny
En 1806, lors de sa majorité, il développa le faubourg Marigny aux portes de La Nouvelle-Orléans. Couvert par de nombreuses dettes de jeux, Il dut se résoudre à vendre par lots son domaine du faubourg Marigny, qui se peupla de nouveaux arrivants.
Il baptisa lui-même les noms des nouvelles artères du faubourg Marigny, (rue de la Paix, rue de l'Histoire, rue des poètes, rue des Français, rue de la Musique, rue de l'amour et même rue du Craps (le fameux jeu de dès).
Bernard de Marigny s'opposa à l'arrivée des premiers citoyens américains afin de préserver la présence française depuis la vente de la Louisiane en 1803. Sa démarche fut mal interprétée par certains de ses concitoyens louisianais francophones en raison de ses préjugés trop généralistes anti-américains. Il devint un personnage polémique sur le plan politique et controversé sur le plan moral en raison de son dandisme et sa passion aux jeux de hasards.

Carte en espagnol de La Nouvelle-Orléans, le 6 août 1800, noter à l'Est, "Habitacion de Don Pedro de MARIGNY"
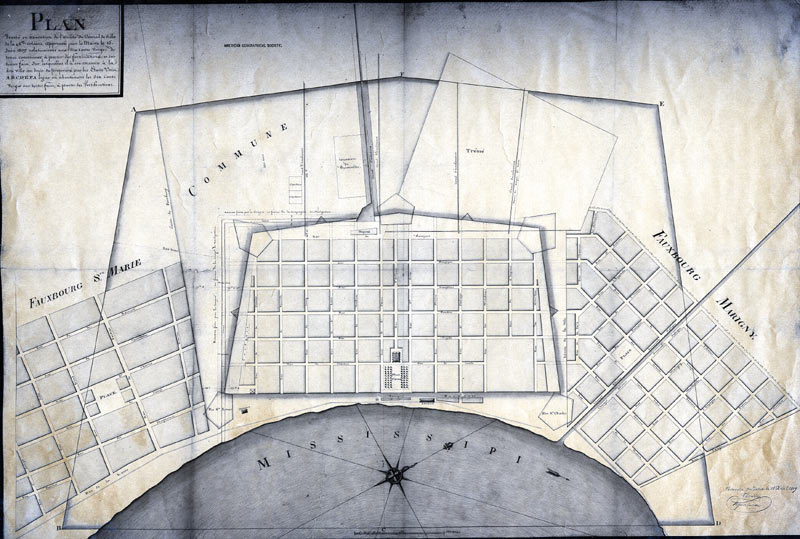
Localisation du faubourg Marigny à l'Est de la vieille ville en 1807
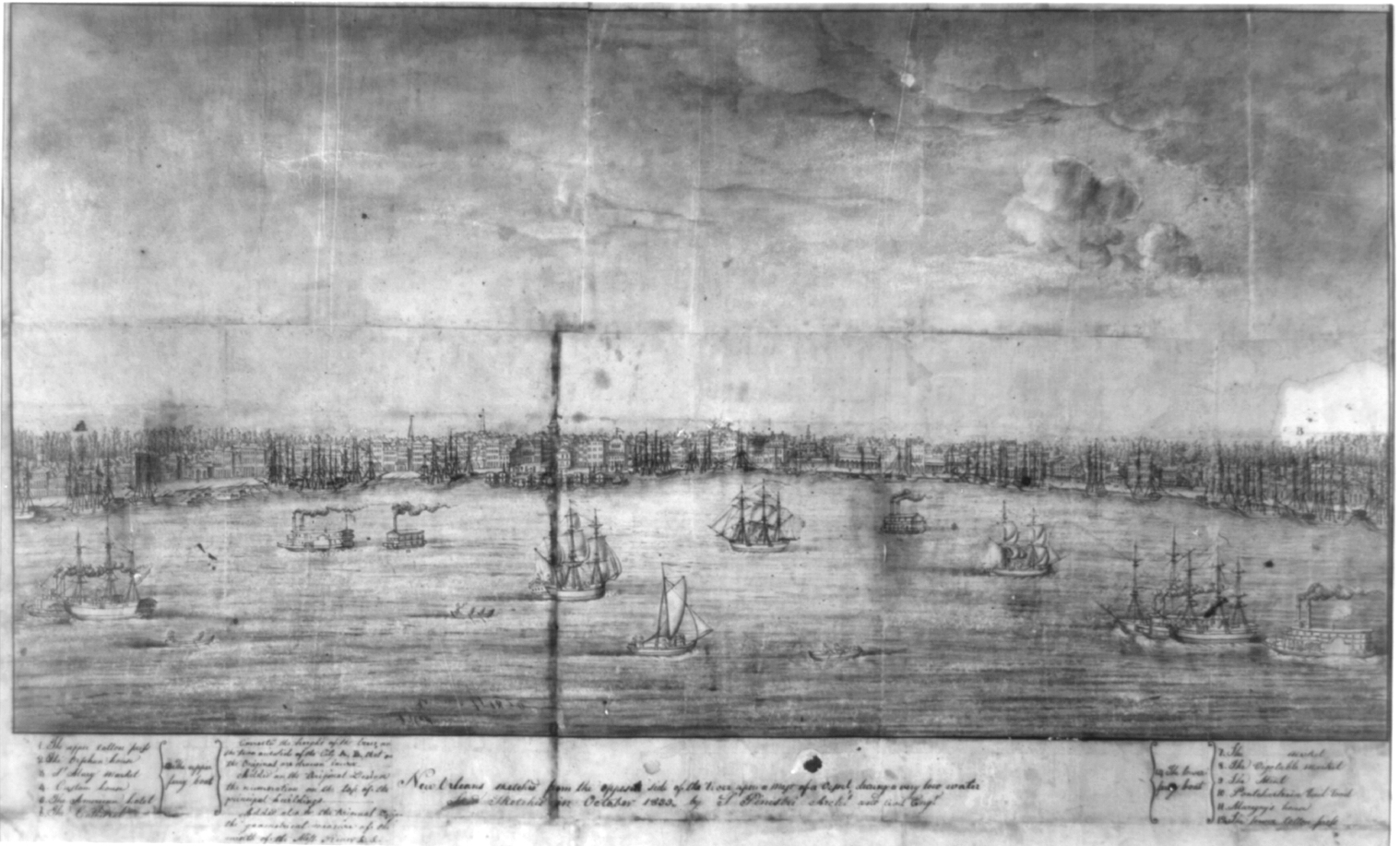
Vue de La Nouvelle-Orléans depuis le Mississippi en octobre 1839, par S.Pinistri
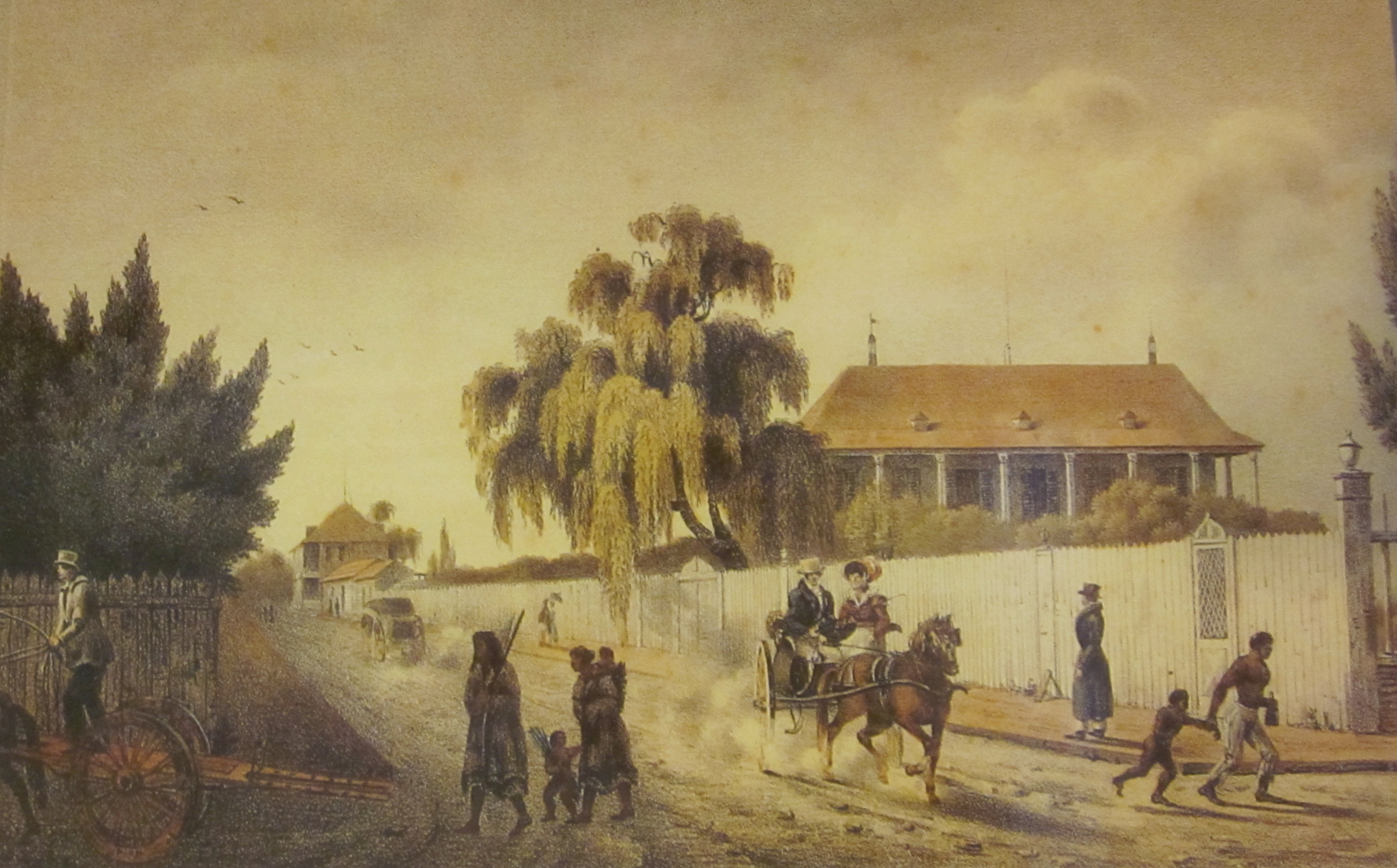
Le Faubourg Marigny en 1821
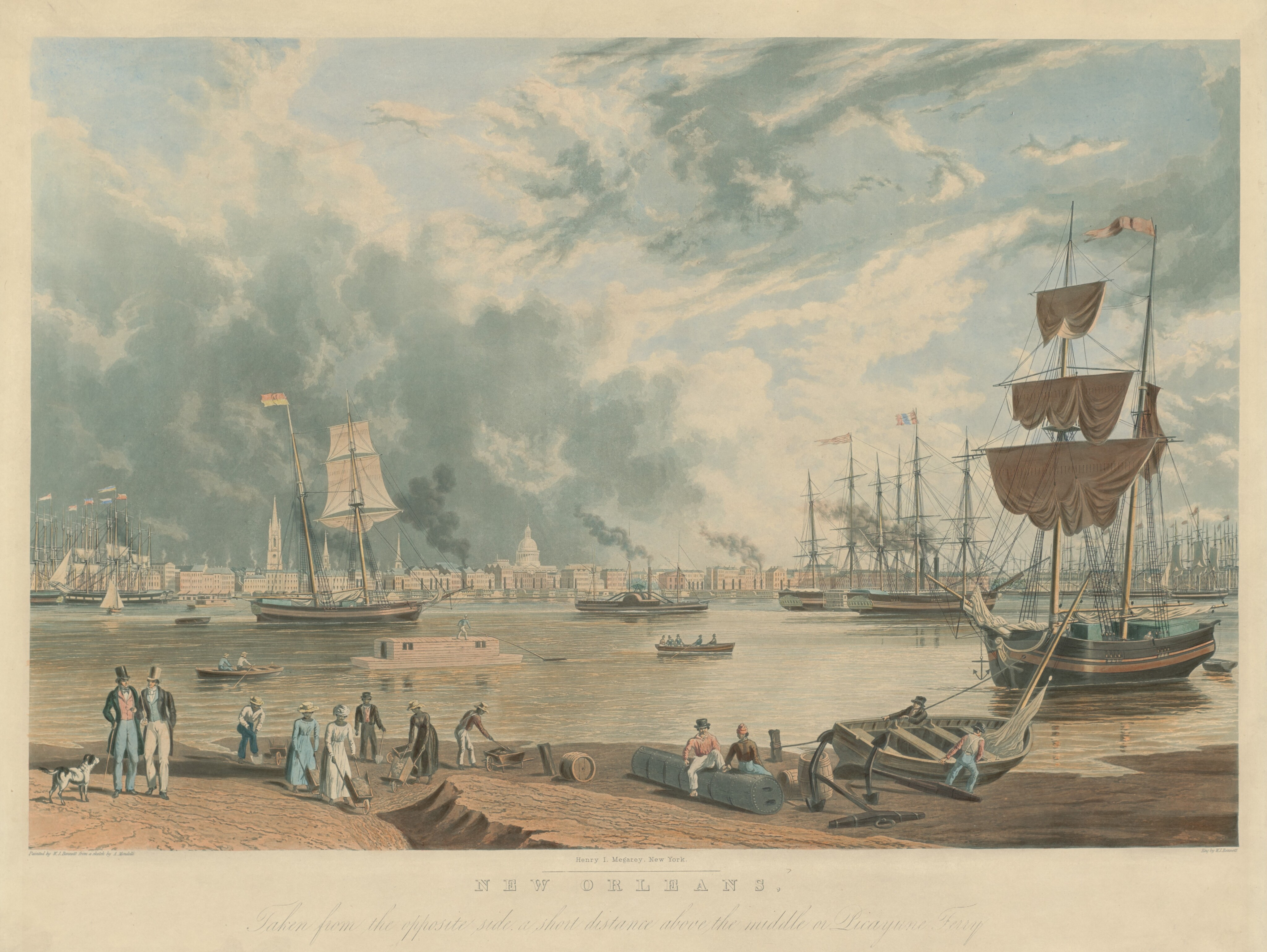
La Nouvelle-Orléans en 1841
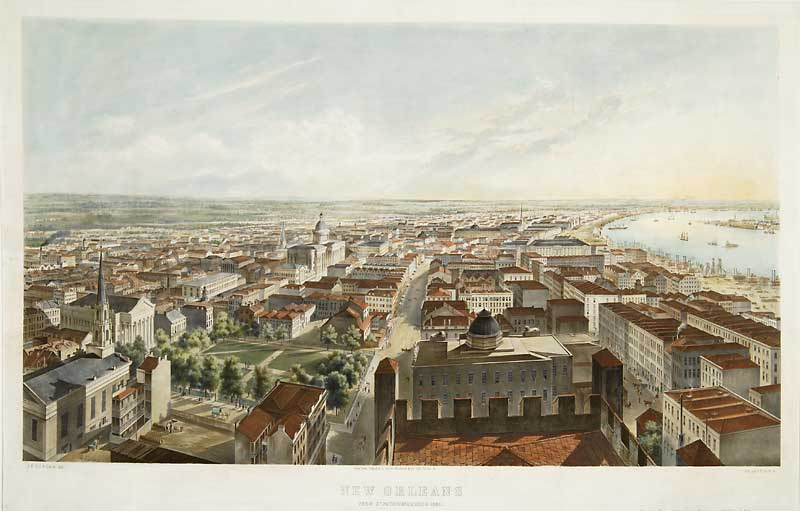
Vue des toits de La Nouvelle-Orléans en 1852
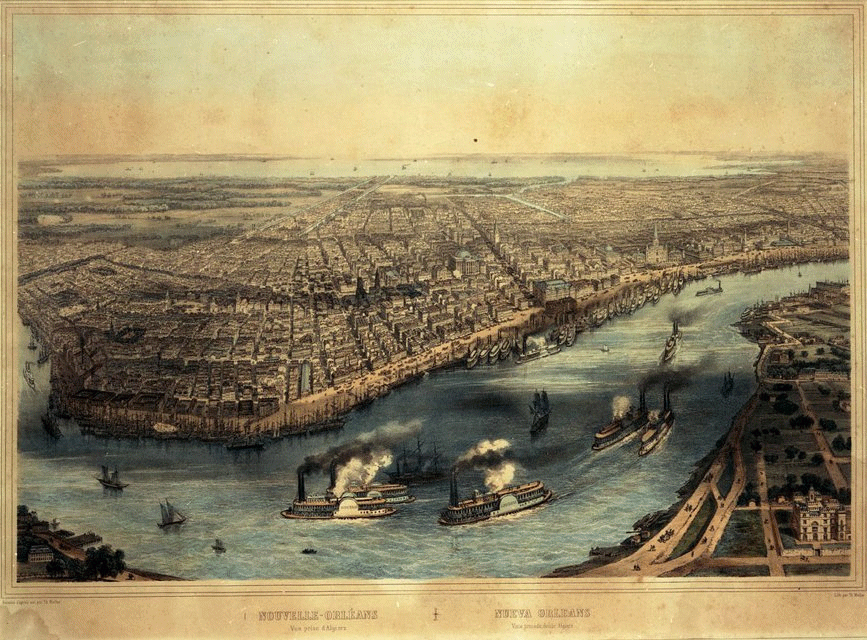
Panorama de La Nouvelle-Orléans en 1853
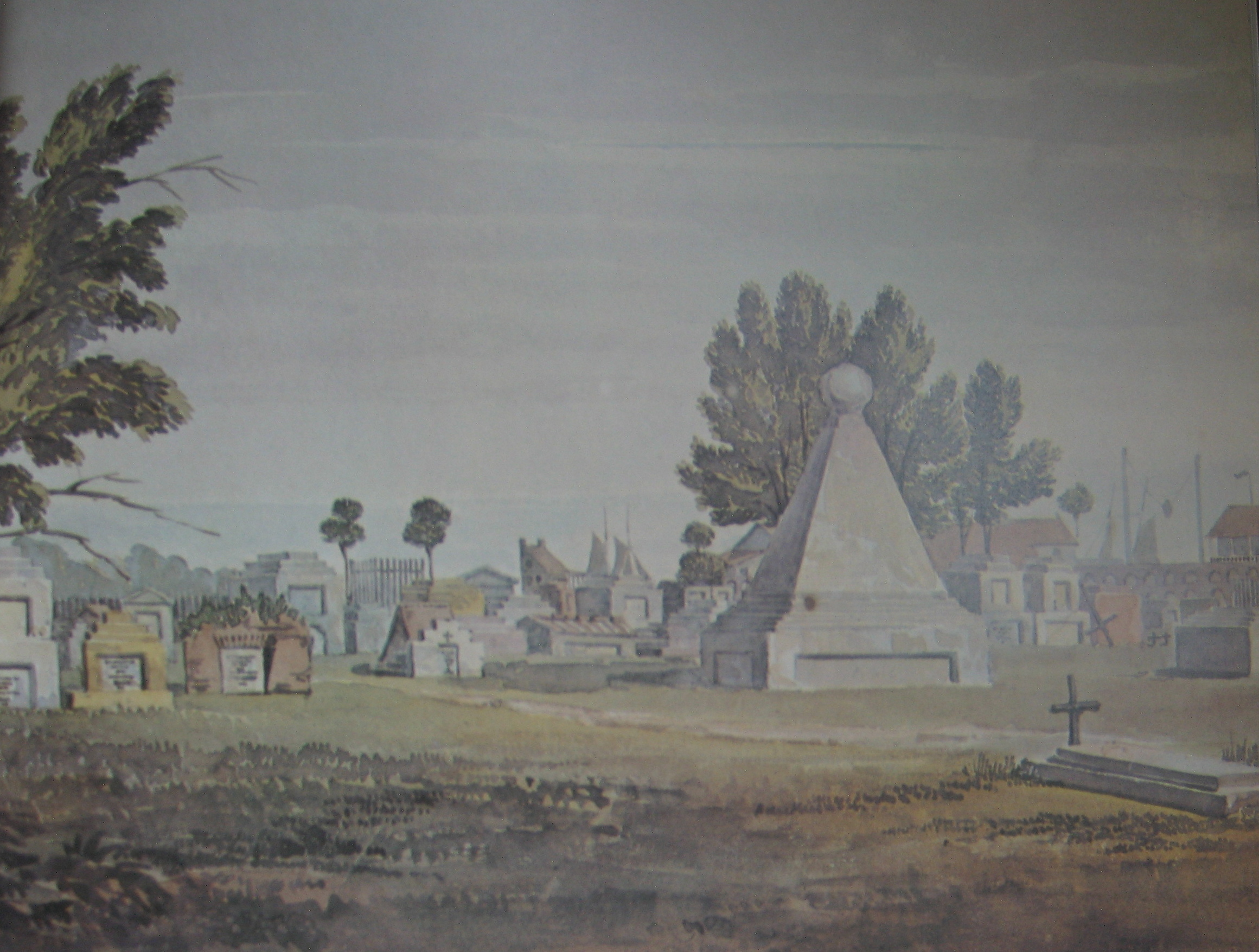
Cimetière Saint-Louis no 1 en 1834

### Le Sénat de la Louisiane
Il fut élu au sein du conseil municipal de La Nouvelle-Orléans de 1812 à 1835, puis de 1836 à 1840 et de 1842 à 1843. Sénateur depuis 1818, il devint président du Sénat de l'État de Louisiane en 1822 sous le mandat du gouverneur de Louisiane Thomas B. Robertson.
En 1830, après la mort accidentelle du gouverneur Pierre Derbigny, il se présenta pour le poste de gouverneur, mais il fut battu par Armand Beauvais puis Jacques Dupré.
Il renonça à la politique et continua à dilapider sa fortune, mourant en 1868 dans une totale pauvreté. Son corps repose au cimetière Saint-Louis de La Nouvelle-Orléans.

### Livres de Bernard Marigny
- Bernard Marigny, Mémoire de Bernard Marigny, habitant de la Louisiane, adressé a ses concitoyens., Paris, Trouvé, 1822
- Bernard Marigny, Réflexions sur la campagne du Général André Jackson en Louisiane, en 1814 et 1815, Nouvelle-Orleans : Imprimerie de J.L. Sollée, 1848
- Bernard Marigny, Réflexions sur la politique des États-Unis, depuis 1784 jusqu'à l'avénement de Franklin Pierce au pouvoir. Statistique de l'Espagne; statistique de l'ile de Cube, &c., &c.,, Nouvelle-Orleans : Imprimerie de J.L. Sollée, 1854